# Área de influencia socio-económica de Valladolid

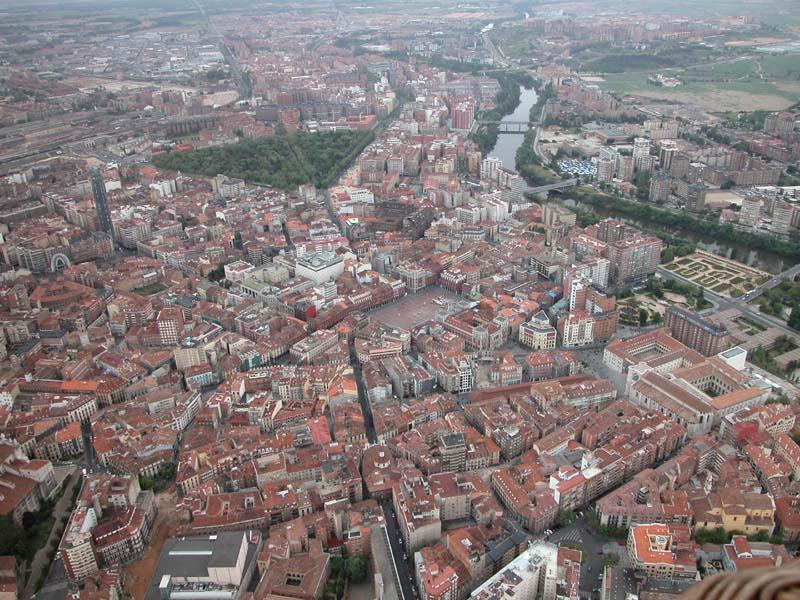
Valladolid

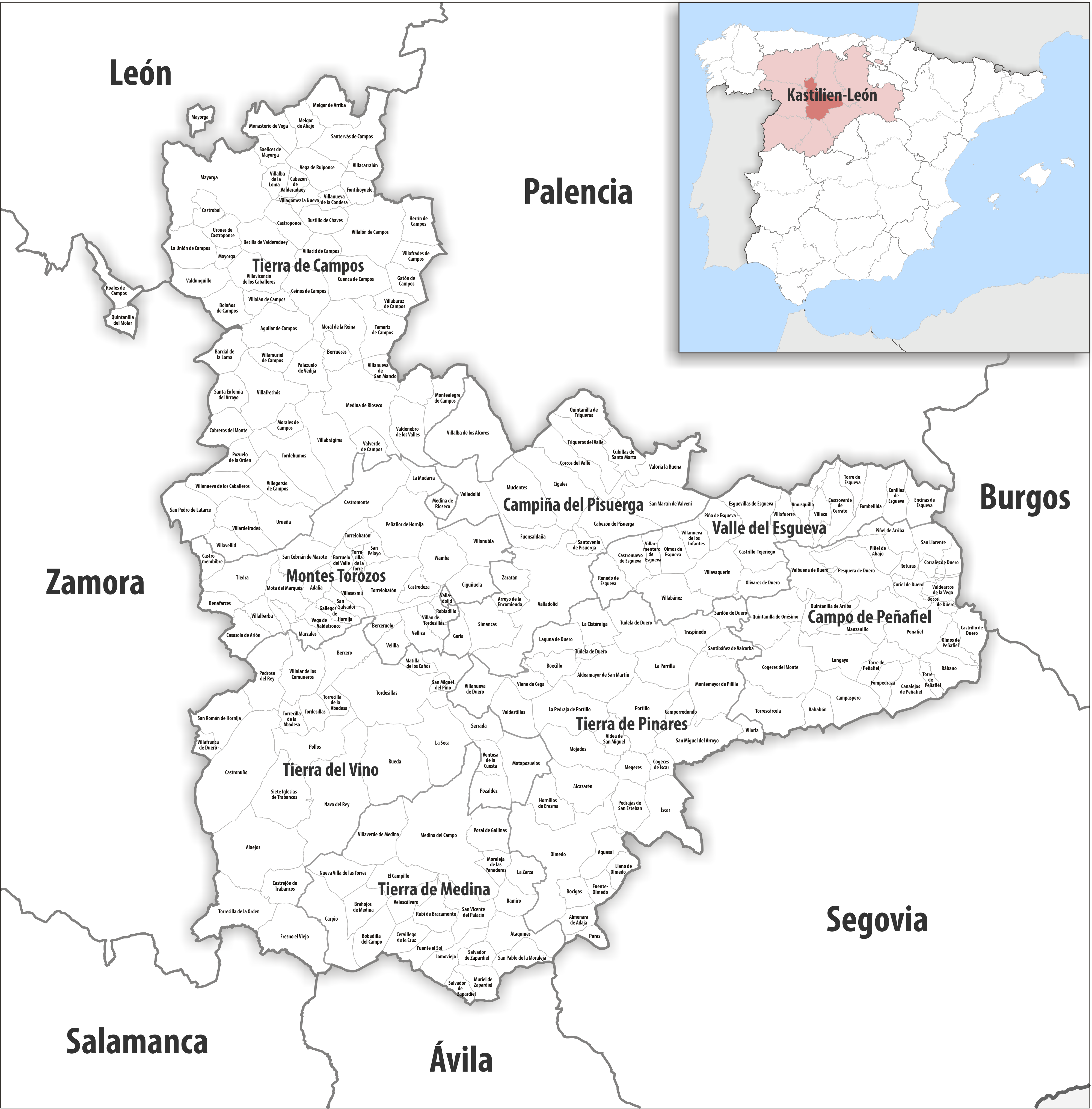
Mapa de la provincia de Valladolid

Se denomina en geografía humana, área de influencia socio-económica a un conjunto de entidades demográficas y económicas que tienen una relación directa y que por diferentes motivos están íntimamente ligadas entre sí.
De esta forma se puede calificar como área de influencia de Valladolid, no solo a su área metropolitana (conocida como "Mancomunidad de Valladolid"), sino también a municipios que estando próximos a la capital castellana y leonesa no entran dentro de la misma ("Área Funcional de Valladolid-Palencia"). Estos municipios, tienen en común una relación directa con Valladolid, siendo esta ciudad un importante nudo de servicios, cultura, transporte, trabajo, industrial o sanitario para los habitantes de dichos municipios.
Dentro del área de influencia directa, los municipios ven como sus habitantes se mueven diariamente entre las diferentes entidades poblacionales para desarrollar sus actividades. Las relaciones entre núcleos vienen determinadas por los diferentes medios de comunicación y de transportes, siendo más intensas estas relaciones cuanto más desarrolladas estén las comunicaciones, por esto, debemos de diferenciar entre los diferentes núcleos rurales, que tienen a Valladolid como importante centro urbano de referencia y los centros urbanos conectados por redes de transporte altamente desarrolladas como Laguna de Duero, Palencia o Medina del Campo.

## Jerarquía urbana

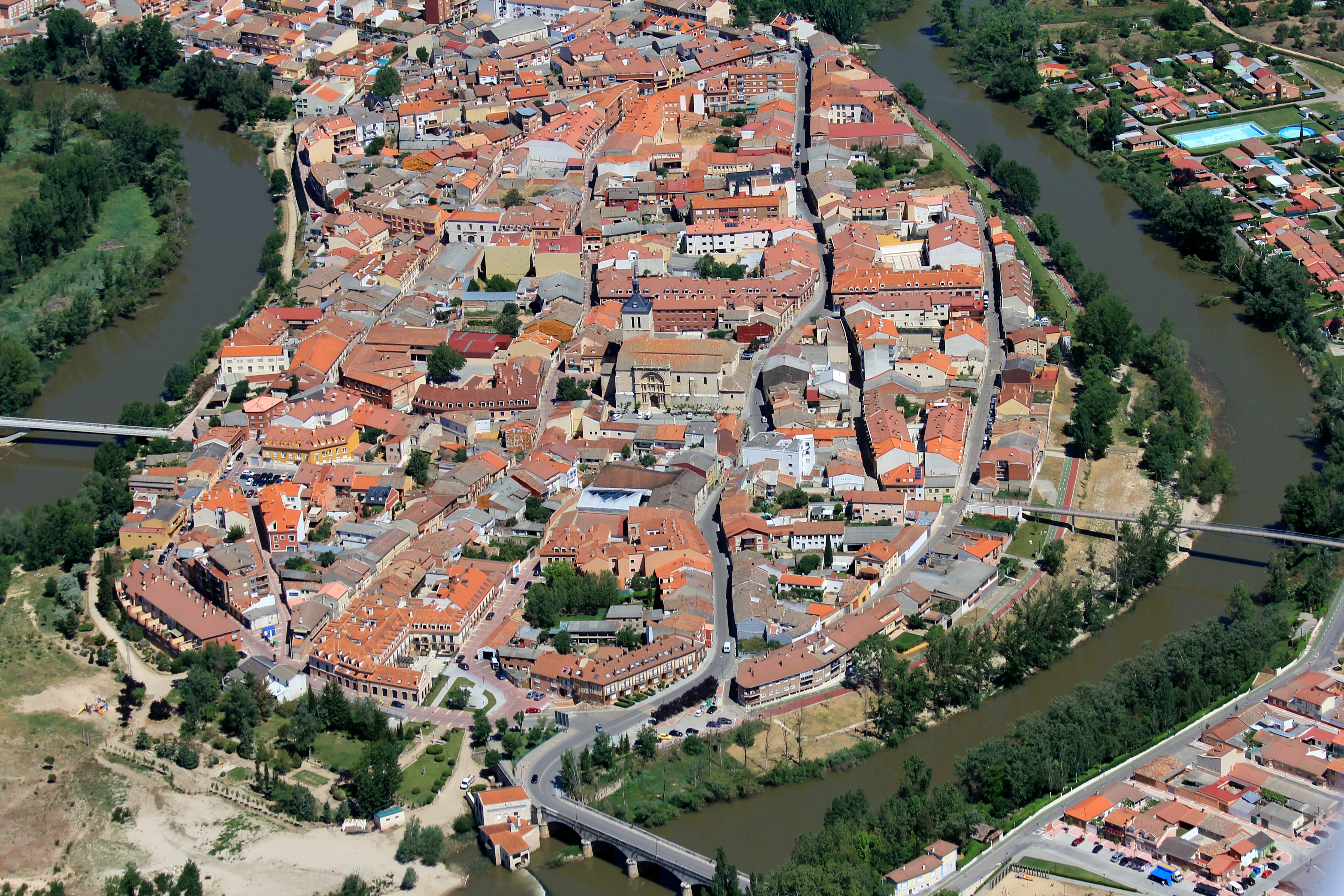
Tudela de Duero, centro hortofrutícola.

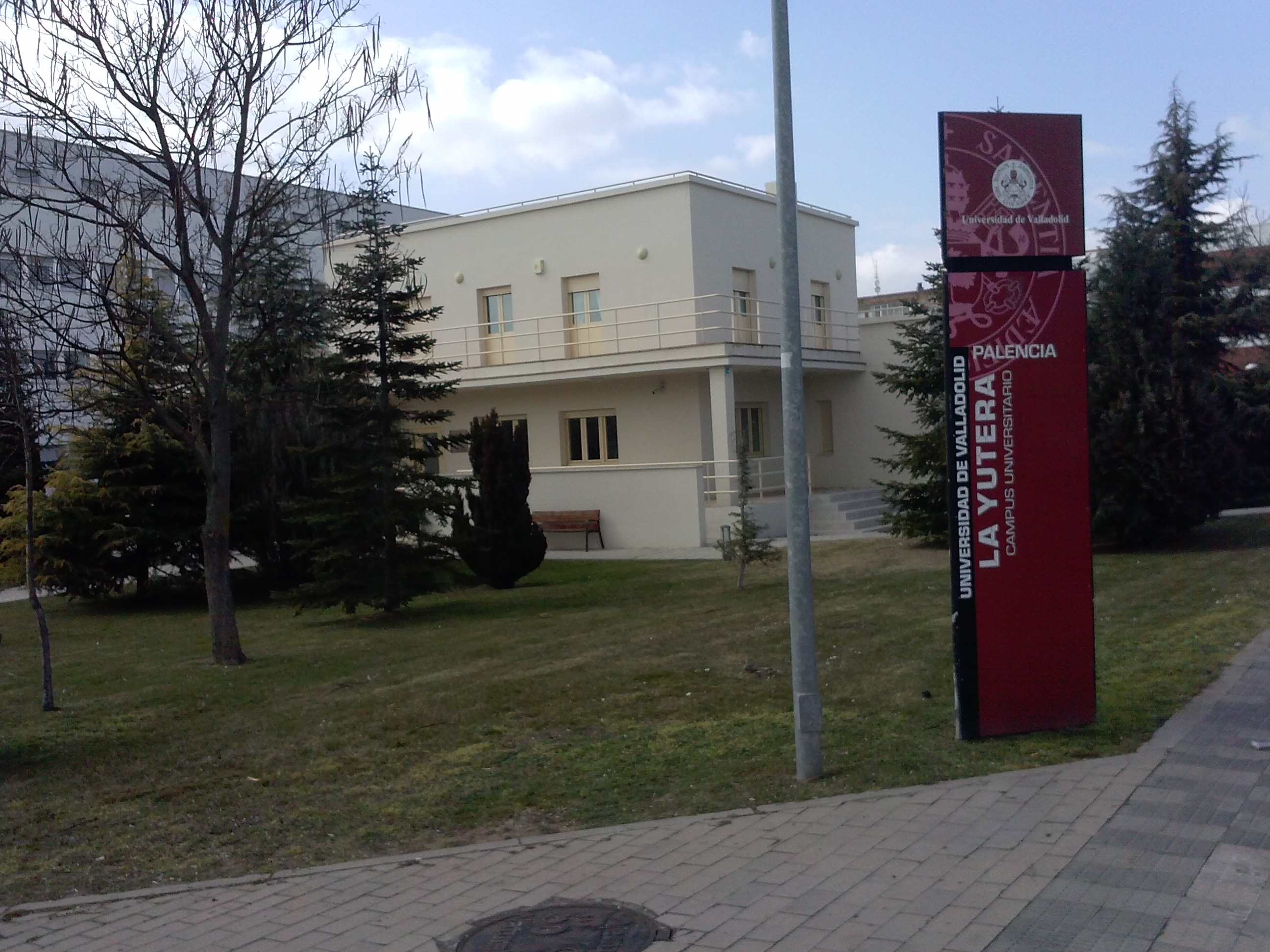
Campus de Palencia de la Universidad de Valladolid. Palencia por sus buenas conexiones con Valladolid y su escasa distancia, tiene un importante intercambio entre ambas ciudades. Son las dos capitales provinciales de España más cercanas entre sí.

Dentro de toda área de influencia se pueden distinguir claramente 3 zonas de influencia directa del principal núcleo demográfico y económico, en este caso Valladolid.
1. Área suburbana inmediata

La primera área de influencia se trata de la suburbana inmediata, se trata de municipios que debido a su crecimiento han visto como sus límites se solapan con los de Valladolid, como es el caso de Arroyo de la Encomienda, Simancas, La Cistérniga, Laguna de Duero o Zaratán.
1. Área suburbana media (Mancomunidad de Valladolid)

Se trata de los núcleos que no pertenece al núcleo urbano pero su dependencia de Valladolid es directa y su distancia apenas es de entre 4 y 10 km de la misma. Esta área tiene a sus diferentes núcleos conectados por redes de transporte de alta capacidad como autovías o rondas exteriores. Algunos municipios que pertenecen a esta categoría serían Tudela de Duero, Cigales, Boecillo, Santovenia de Pisuerga, Cabezón de Pisuerga, etc.

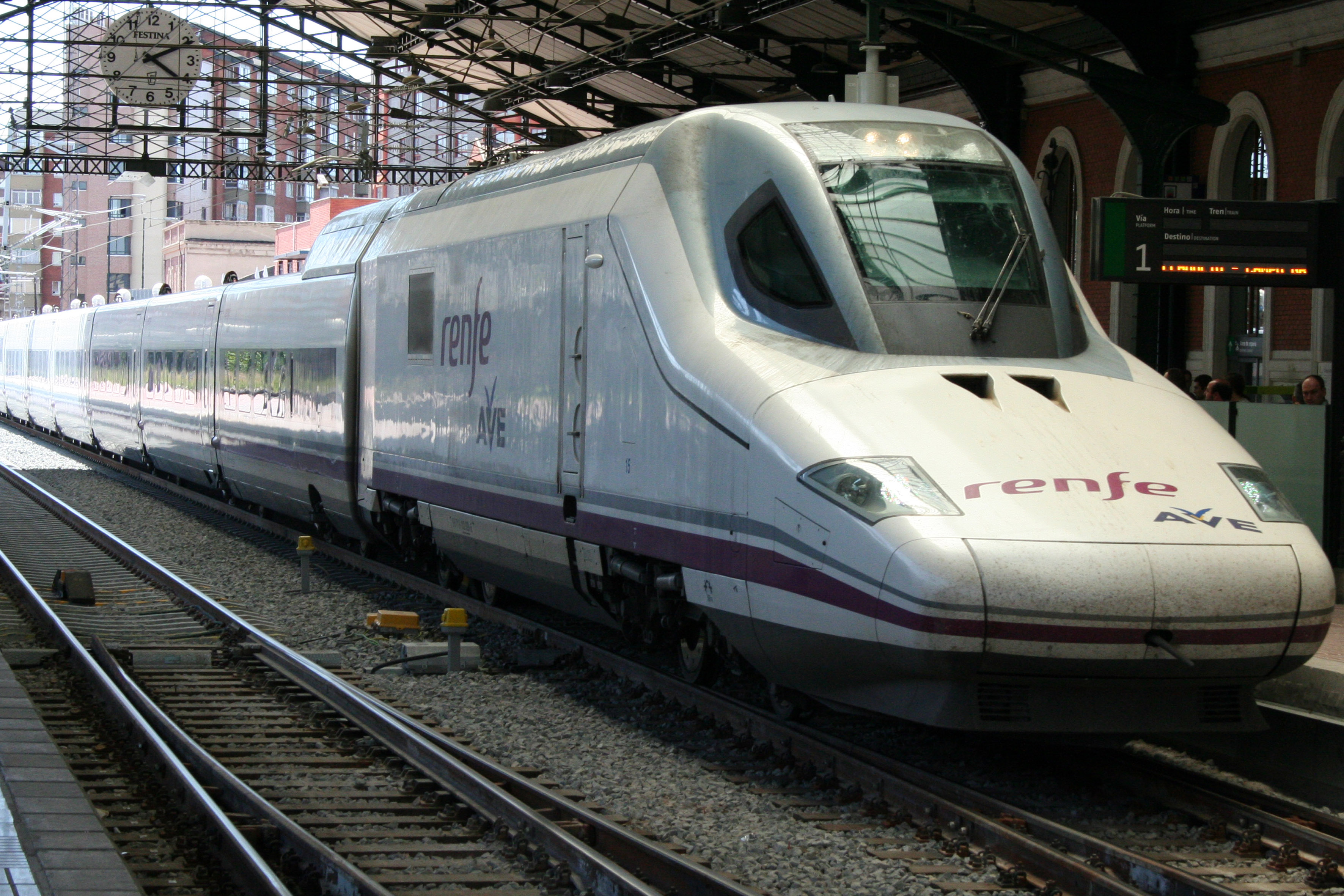
Tren de Alta Velocidad en la Estación de Ferrocarril de Valladolid.

1. Área suburbana remota (Área Funcional de Valladolid-Palencia o "Castilla y León Central")

Es la zona donde debido a la distancia, no se puede clasificar como área metropolitana de Valladolid, pero que sin embargo guarda una relación directa con esta en materia demográfica y económica. Dentro de esta área podemos diferenciar claramente otras 2 subáreas urbanas remotas, las que están conectadas por redes de transporte avanzadas (Autovías, tren...) y otras zonas, estas rurales, que aun distando de Valladolid de alguna decena de kilómetros, tienen a esta ciudad como su principal fuente de influencia económica y social.
Dentro de esta zona y conectados a Valladolid por redes de transporte rápidas se encuentran núcleos como Palencia, Medina del Campo, Tordesillas, Dueñas, Venta de Baños, etc.
Los municipios dependientes de Valladolid, pero que no cuenta con una conexión rápida, son algunos como: Olmedo, Medina de Rioseco, Pedrajas de San Esteban, Mojados, Peñafiel, etc. Esta zona de influencia se caracteriza por lo reducido de sus núcleos de población, a menudo por debajo de los 1000 habitantes.

## Mancomunidad de Valladolid

Municipios que conforman el alfoz de Valladolid.

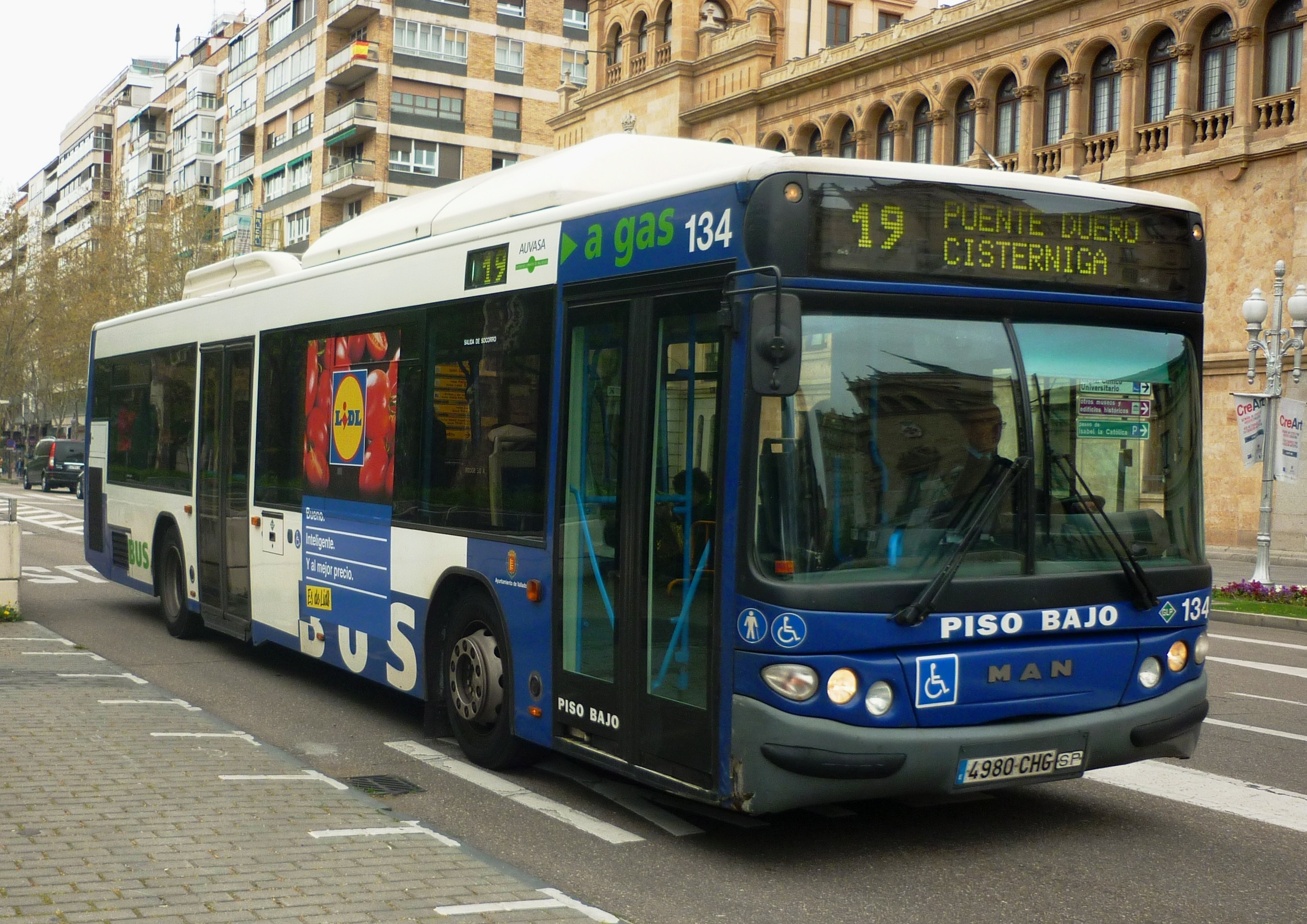
Bus de AUVASA de una línea del Transporte Metropolitano de Valladolid.

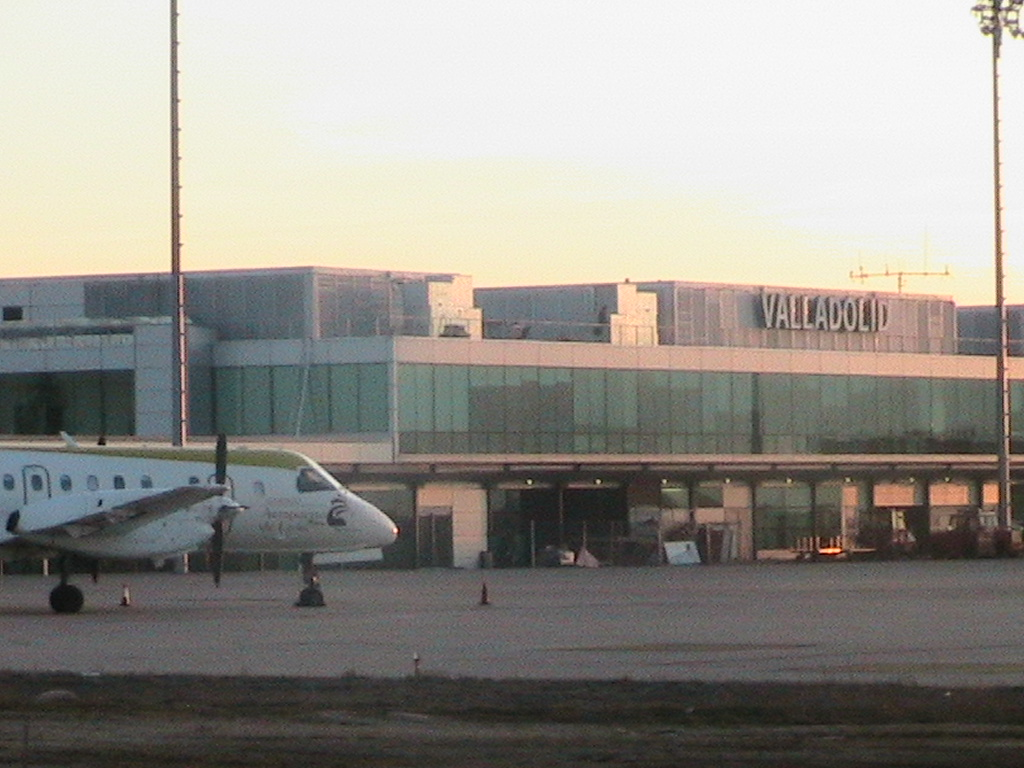
Aeropuerto de Valladolid en Villanubla.

La mancomunidad de Valladolid está formada por 25 municipios. En 2024 el total de población de los siguientes municipios ascendía a 417.938 personas. Todos los municipios pertenecen a la provincia de Valladolid.
| Municipio                | Habitantes (INE 2024) |
| ------------------------ | --------------------- |
| Aldeamayor de San Martín | 6 163                 |
| Arroyo de la Encomienda  | 22 268                |
| Boecillo                 | 4 357                 |
| Cabezón de Pisuerga      | 3 895                 |
| Castronuevo de Esgueva   | 393                   |
| Cigales                  | 5 364                 |
| Ciguñuela                | 358                   |
| Cistérniga               | 9 281                 |
| Fuensaldaña              | 2 137                 |
| Geria                    | 488                   |
| Laguna de Duero          | 22 907                |
| Mucientes                | 691                   |
| Pedraja de Portillo      | 1 175                 |
| Renedo de Esgueva        | 3 972                 |
| Robladillo               | 87                    |
| Santovenia de Pisuerga   | 4 703                 |
| Simancas                 | 5 538                 |
| Tudela de Duero          | 8 786                 |
| Valdestillas             | 1 612                 |
| Valladolid               | 300 618               |
| Viana de Cega            | 2 292                 |
| Villanubla               | 2 915                 |
| Villanueva de Duero      | 1 258                 |
| Wamba                    | 295                   |
| Zaratán                  | 6 383                 |

## Principales municipios del Área Funcional de Valladolid-Palencia o "Castilla y León Central"

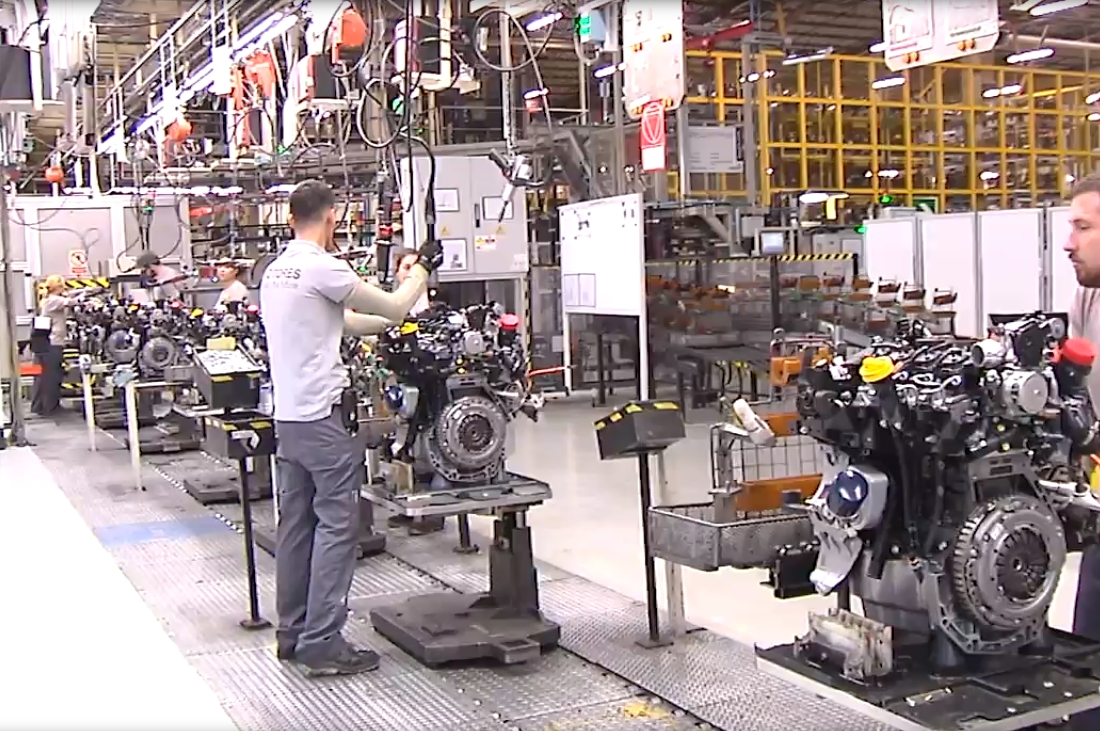
La compañía automovilística Renault tiene fábricas en Valladolid y Villamuriel de Cerrato.

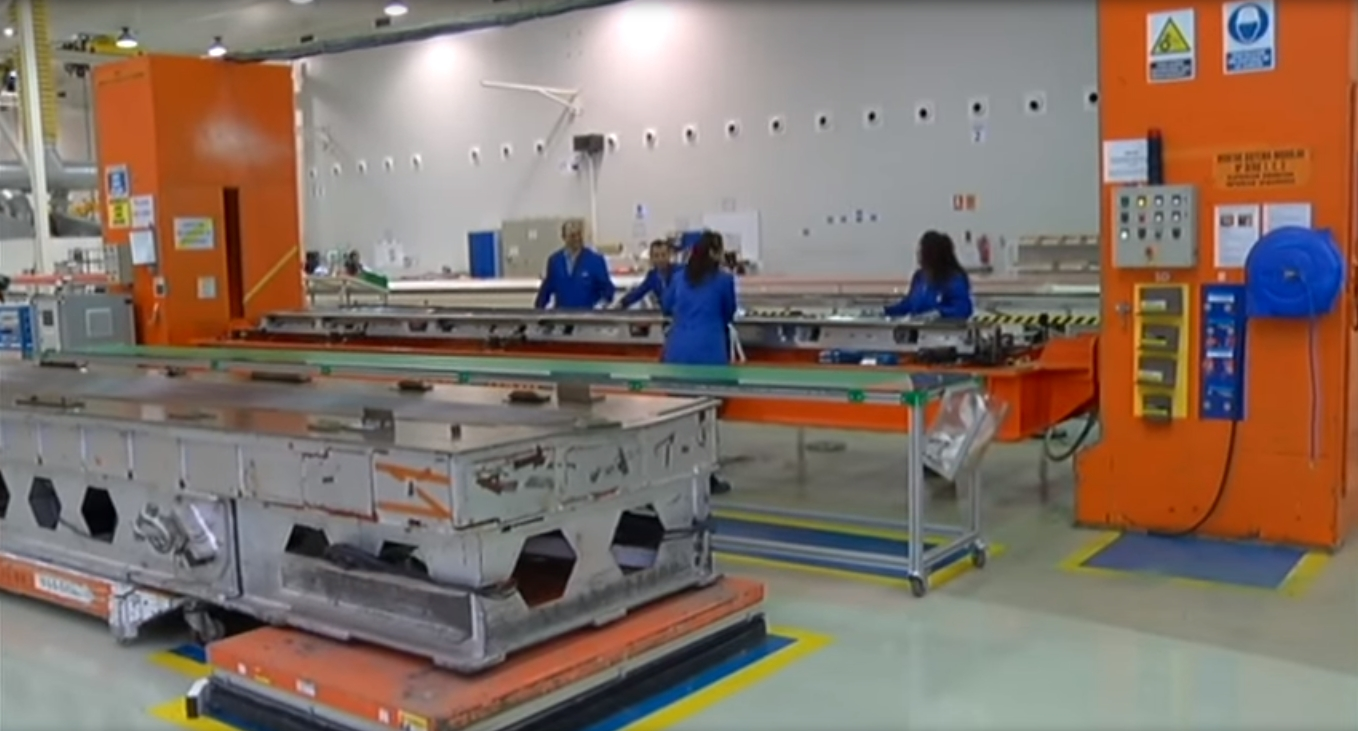
Fábrica de la compañía aeronáutica ACITURRI en el Parque Tecnológico de Boecillo.

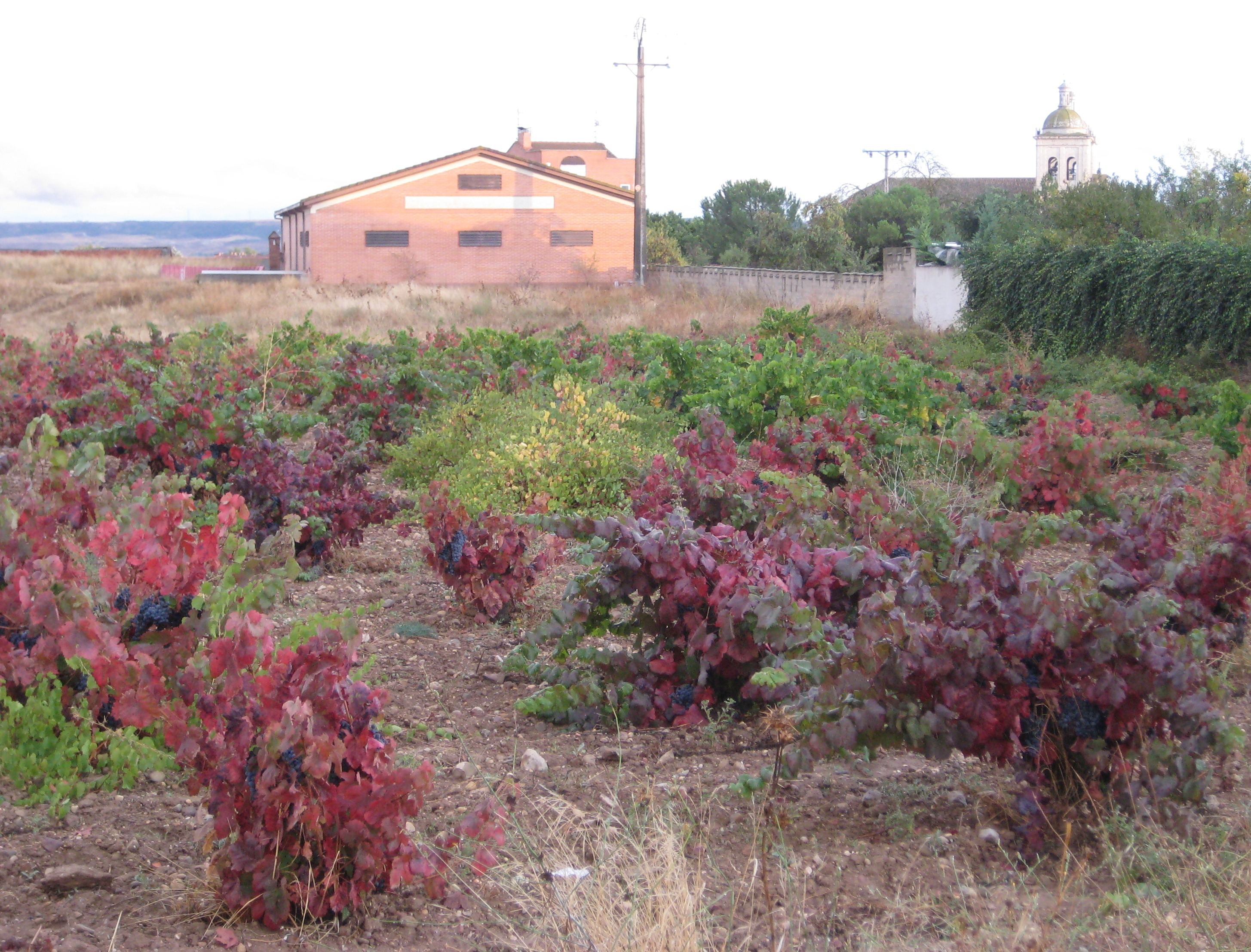
Viñedo de la Denominación de Origen Cigales.

En 2024 el total de población de los siguientes municipios ascendía a unas 535.000 personas. En negrita aparecen las localidades que son capitales de provincia. Solo aparecen los municipios con más de 1.000 habitantes.
| Municipio                | Habitantes (INE 2024) | Provincia  |
| ------------------------ | --------------------- | ---------- |
| Aldeamayor de San Martín | 6 163                 | Valladolid |
| Arroyo de la Encomienda  | 22 268                | Valladolid |
| Boecillo                 | 4 357                 | Valladolid |
| Cabezón de Pisuerga      | 3 895                 | Valladolid |
| Cigales                  | 5 364                 | Valladolid |
| Cistérniga               | 9 281                 | Valladolid |
| Dueñas                   | 2 857                 | Palencia   |
| Fuensaldaña              | 2 137                 | Valladolid |
| Laguna de Duero          | 22 907                | Valladolid |
| Medina del Campo         | 20 097                | Valladolid |
| Palencia                 | 76 738                | Palencia   |
| Renedo de Esgueva        | 3 972                 | Valladolid |
| Santovenia de Pisuerga   | 4 703                 | Valladolid |
| Simancas                 | 5 538                 | Valladolid |
| Tordesillas              | 8 638                 | Valladolid |
| Tudela de Duero          | 8 786                 | Valladolid |
| Valladolid               | 300 618               | Valladolid |
| Venta de Baños           | 6 331                 | Palencia   |
| Villalobón               | 1 900                 | Palencia   |
| Villamuriel de Cerrato   | 6 508                 | Palencia   |
| Villanubla               | 2 915                 | Valladolid |
| Zaratán                  | 6 383                 | Valladolid |